# Shehong
Shehong är härad som lyder under Suinings stad på prefekturnivå i Sichuan-provinsen i sydvästra Kina. Det ligger omkring 130 kilometer öster om provinshuvudstaden Chengdu. 